# 段汝礪
段汝礪（1493年—？），字良臣，山西陽曲縣人，虎賁左衛旗籍，明朝政治人物。

## 生平
正德八年（1513年）癸酉科順天府鄉試第七十九名舉人。正德十六年（1521年）中式辛巳科會試第一百八十五名，登第三甲第一百三十一名進士。授行人，嘉靖四年（1525年）五月，擢四川道監察御史，十二年四月考察去職。官至副使。

## 家族
曾祖段輔；祖父段亨；父段昂，母方氏。重庆下。